# Zululand
Zuluské království nebo království Zulu (říše Zulu) či Zululand bylo království v jižní Africe, které vyrostlo na břehu Indického oceánu mezi řekami Tugela a Pongola. Království ovládalo většinu území, které je dnes jihoafrickou provincií KwaZulu-Natal. V 70. letech 19. století na království začali útočit Britové, což v roce 1879 přerostlo v Britsko-zulskou válku. Ačkoliv Zulové nejdříve vyhrávali (bitva u Isandlwany), nakonec válka dopadla jejich porážkou a roku 1887 se Zuluské království stalo britským protektorátem. Roku 1897 byl Zululand včleněn do provincie Natal a stal se součástí Jihoafrické unie.

## Historie

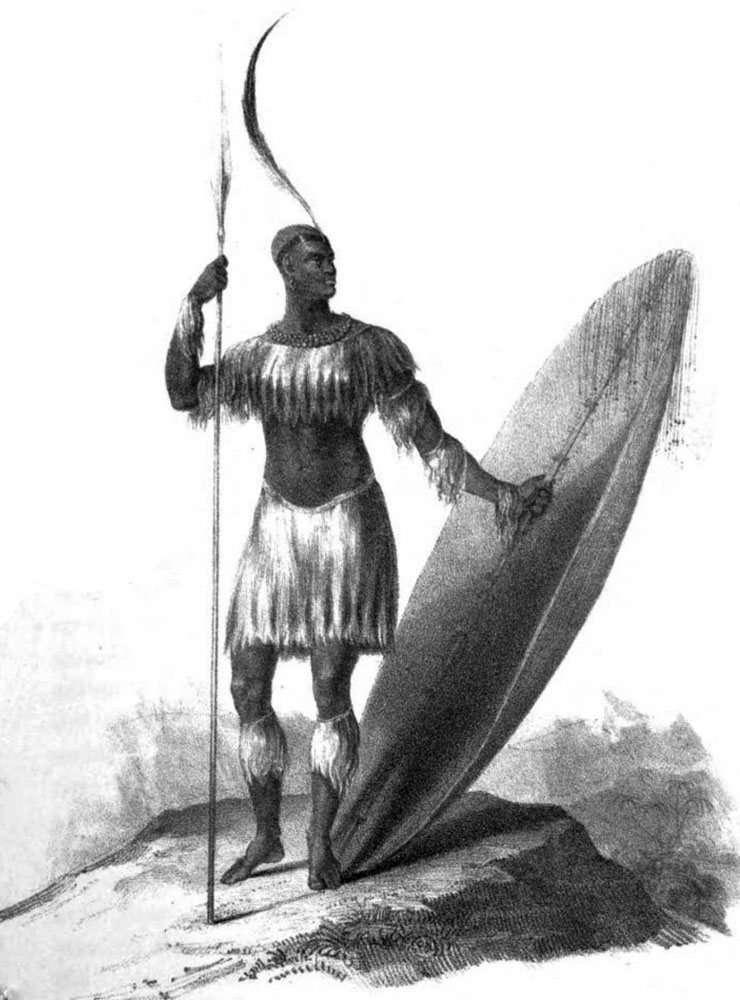
Král (náčelník) Šaka

Na území domoviny Zulů uvnitř Jihoafrické unie existovalo jejich světem neuznávané království Kwa-Zulu, ze kterého Britové vytvořili v letech 1884 až 1887 protektorát nazvaný Zululand. O deset let později ho začlenili do provincie Natal. Tehdy zde na rozloze 27 064 km² žilo 201 635 obyvatel. Dnes je součástí jedné ze sedmi provincií Jihoafrické republiky KwaZulu-Natal, která vznikla reorganizací státu v roce 1994.

## Seznam králů
1. Senzangakhona kaJama, 1781/1787–1816 (princezna Mkabayi kaJama za nedospělého Senzangakhonu v letech 1781–1787 jako regentka)
2. Sigujana kaSezangakhona, 1816
3. Shaka kaSenzangakhona (Čaka), nejmocnější král, vojevůdce, vládl v letech 1816–1828
4. Dingane kaSenzangakhona či Dingaan, bratrovrah předchůdce, zhruba v letech 1828–1840
5. Mpande kaSenzangakhona, zhruba v letech 1840–1872
6. Cetshwayo kaMpande či Ketčwajo, 1872–1879 a podruhé 1883–1884, mezitím 4 roky v exilu
7. Dinuzulu kaCetshwayo, vládl 1884–1913, zemřel roku 1913
8. Solomon kaDinuzulu, vládce v letech 1913–1933
9. 1933–1944: spor o nástupnictví, Arthur Mshiyeni kaDinuzulu jako regent během sporů a potom za nedospělého Cypriana
10. Cyprian Bhekuzulu kaSolomon, vládl jako král v letech 1948–1968
11. Goodwill Zwelithini kaBhekuzulu, na trůně od roku 1968 (princ Israel Mcwayizeni kaSolomon coby regent v letech 1968–1971 za nedospělého Goodwilla)

## Vlastní známky

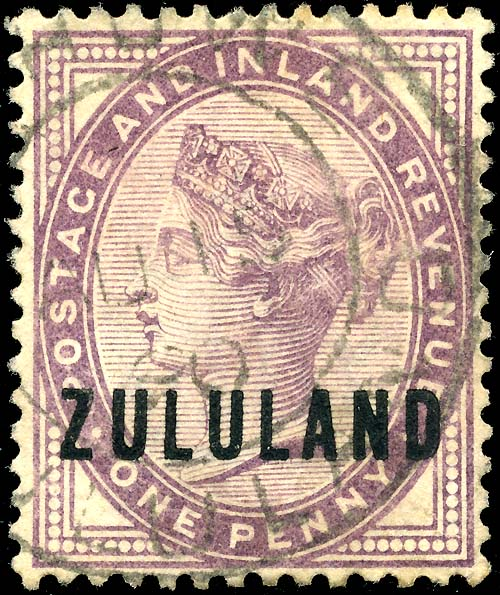
Známka Zululandu

Na sklonku 19. století, v době britského protektorátu, poštovní správa nechala vytisknout řadu poštovních známek s přetiskem Zululand. Napřed, roku 1888 byly použity známky Natalu a britské, opatřené přetiskem ZULULAND. Po nich byly dány do oběhu definitivní známky se stejným názvem, tedy bez přetisku. Celkem bylo v období let 1888 až 1891 platných v Zululandu 30 známek. Od roku 1898 na zdejším území platily známky Natalu.

## Lákadla pro turisty
Je zde řada přírodních reservací a také Shakaland, skanzen vytvořený pro potřeby filmařů, kde Zuluové předvádí turistům kmenový život v chýších, opět s tanci a nabídkou jejich stravy. Jsou to komerční, na pohled velice zajímavá představení.